# Олеся (повість, 1898)
«Олеся» — повість російського письменника Олександра Купріна, один з перших великих творів автора. Повість написана в 1898 році і опублікована в тому ж році в газеті «Киевлянин». За визнанням автора — цей твір один з його найулюбленіших. Головна тема — трагічна любов міського пана Івана Тимофійовича і молодої дівчини Олесі.
Повість «Олеся» входить до шкільної програми з літератури в старших класах.[джерело?]

## Герої
- Іван Тимофійович — панич (молодий пан), письменник
- Ярмола — лісник, слуга
- Мануйлиха — стара відьма
- Олеся — її внучка, 25 років
- Євпсихій Африканович — поліцейський урядник
- Микита Назарич Міщенко — прикажчик, конторник сусіднього маєтку
- Сліпий лірник — співак, який грає на лірі
- Рябчик — мисливський собака Ярмоли
- Таранчик — кінь Івана Тимофійовича

## Короткий зміст
Сюжет повісті розгортається у глухому українському селі на околиці Волинського Полісся, куди Іван Тимофійович приїхав на півроку з великого міста. Його долає нудьга, він намагається познайомитися з селянами, пробує їх лікувати, навчає грамоти свого слугу Ярмолу, але все це виявляється марним. Єдине заняття, яке йому залишається — це полювання.
В один непогожий вечір Ярмола розповідає Івану Тимофійовичу, що вітер, який піднявся — це справа рук чаклунки, і про те, що в лісі живе відьма Мануйлиха зі своєю онукою. Через три дні на полюванні Іван Тимофійович, збившись зі шляху, потрапляє в хату до Мануйлихи, де знайомиться з молодою дівчиною Олесею, яка допомагає йому знайти зворотню дорогу.
Навесні, повернувшись в лісову хатинку, герой просить Олесю, щоб та йому поворожила. Та пророкує невеселе майбутнє, самотнє життя, спробу самогубства. Розповідає, що найближчим часом його чекає любов «хрестової дами», шатенки, як і вона сама. Іван Тимофійович не вірить картам і просить її показати свої здібності, у відповідь Олеся демонструє йому, що може заговорювати кров і наганяти страх. Молодий пан стає частим гостем у лісовому будинку.
Одного разу він застає господинь в зневірі, виявилося, що урядник Євпсихій Африканович виганяє жінок з їхнього будинку. Іван Тимофійович зустрічається з поліцейським і, підкупивши його подарунком, просить дати жінкам спокій. Горда Олеся ображається на подібне заступництво і спілкується з героєм прохолодніше, ніж раніше. Скоро Іван захворів, і тиждень не приходить в гості до Олесі. Після його одужання почуття молодих людей спалахують з новою силою. Незважаючи на протести Мануйлихи, вони потайки продовжують зустрічатися. Через місяць Івану Тимофійовичу приходить час повертатися в місто. Він пропонує Олесі вийти за нього і поїхати разом, але Олеся відмовляється, пояснюючи це тим, що не може вінчатися в церкві, так як вона чаклунка, а значить, належить дияволу.
Наступного дня молодий пан їде в сусіднє село. Повернувшись після обіду, він зустрічає прикажчика Микиту Назаровича Міщенко, який розповідає, що у церкві селяни зловили і побили відьму. Вона вислизнула з натовпу і втекла в ліс, кричачи прокляття. Іван Тимофійович розуміє, що це була Олеся і поспішає в лісовий будиночок, де знаходить її, побиту. Виявляється, Олеся зважилася все ж піти до церкви, бажаючи зробити приємне коханому, але селянки порахували її вчинок за блюзнірство і накинулися на неї після служби. Олеся відмовляється від доктора і каже, що скоро вони з бабусею поїдуть — щоб не накликати на себе ще більший гнів громади. Вона також переконана, що їй та Івану необхідно розлучитися, інакше їх чекає тільки горе. Переконати її не вдається. Молоді люди прощаються, Олеся просить її поцілувати.
Вночі трапляється гроза з градом, що зіпсувала врожай. Вранці Ярмола пропонує Івану Тимофійовичу виїхати, так як у селі вважають грозу справою рук відьми, а також знають про їх зв'язки. Перед від'їздом герой ще раз повертається в лісову хатинку, в якій знаходить тільки червоне намисто Олесі.

## Екранізації
- Фільм «Олеся» 1915 року.
- Фільм «Чаклунка» 1956 року.
- Фільм «Олеся» 1971 року.

## Переклади українською
- Олександр Купрін. «Олеся.» Переклад з російської: Мирослава Лещенко. Київ: Молодь. 1965. 157 стор.
  - (можливий передрук) Олександр Купрін. «Олеся.» Переклад з російської: не вказаний; художник: Валерій Войтович. Рівне: Волинські обереги. 2005. 124 стор. ISBN 966-8306-90-2